# Stutterheim
Stutterheim is een plaats in de Zuid-Afrikaanse provincie Oost-Kaap.
Stutterheim telt ongeveer 25.000 inwoners.

## Subplaatsen
Het nationaal instituut voor de statistiek, Stats SA, deelt sinds de census 2011 deze hoofdplaats in in 8 zogenaamde subplaatsen (sub place), waarvan de grootste zijn:
Cenyu • Cumakala.